# Onze-Lieve-Vrouw-van-Smartenkapel (Afferden)

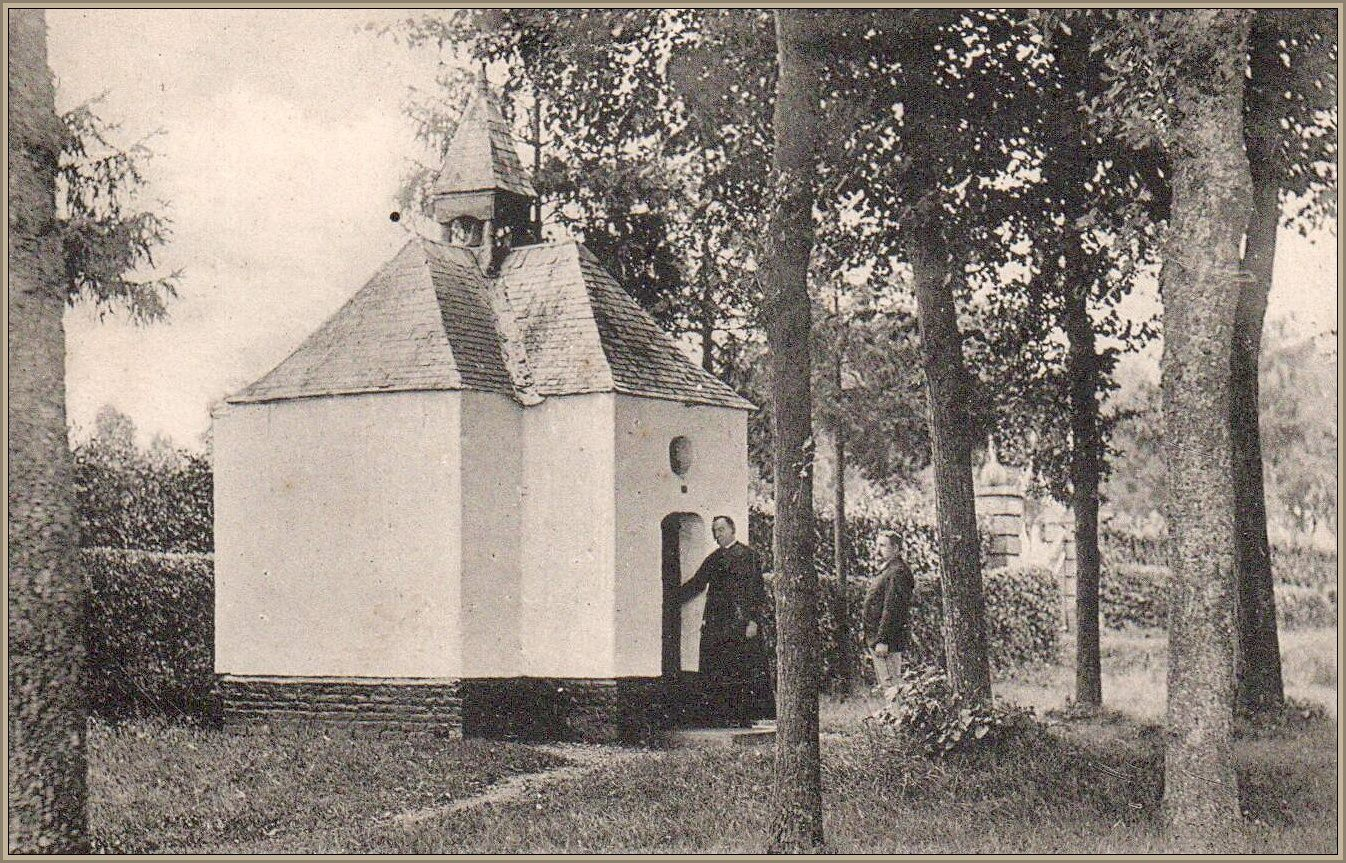
Onze-Lieve-Vrouw-van-Smartenkapel in 1895

De Onze-Lieve-Vrouw-van-Smartenkapel is een kruisvormige kapel in Afferden in de Nederlands Midden-Limburgse gemeente Bergen. De kapel staat nabij de kruising van de Kapelstraat en de Langstraat ten westen van de begraafplaats. Op ongeveer 180 meter naar het westen staat de Sint-Cosmas en Damianuskerk.
De kleine kapel is opgedragen aan Onze-Lieve-Vrouw van Smarten.
Direct naast de kleine kapel staat een tweede, grotere kapel die van latere datum is, de Mariakapel.

## Geschiedenis
In 1612 werd de Onze-Lieve-Vrouw-van-Smartenkapel gebouwd en stond toen aan de rand van het dorp.
In de 17e eeuw werd de kapel deels verwoest en werd in 1688 herbouwd.
Vooral vanaf 1688 werd de kapel een bedevaartsplaats waar mensen naar toe gingen om voor een ernstig zieke Onze-Lieve-Vrouw te vragen om een zalige dood en verlossing van het lijden.
In de 19e eeuw werd de kapel gewit.
In 1909 werd tegen de Onze-Lieve-Vrouw-van-Smartenkapel een nieuwe kapel gebouwd, de Mariakapel.
Op 21 januari 1970 werd de Onze-Lieve-Vrouw-van-Smartenkapel ingeschreven in het rijksmonumentenregister.

## Bouwwerk
De kapel heeft het plattegrond van een Grieks kruis en is gebouwd in baksteen. Het bouwwerk wordt gedekt door een kruisdak met op de kruising een vierkante dakruiter. De kapel meet 2,4 meter bij 3,2 meter.
In de kapel bevindt zich een houten altaar dat kleurrijk versierd is met onder andere vier getorste zuiltjes en een schelpnis. In de schelpnis is een beeld van Maria van Smarten geplaatst achter een traliewerk.